# حشوة مشكلة

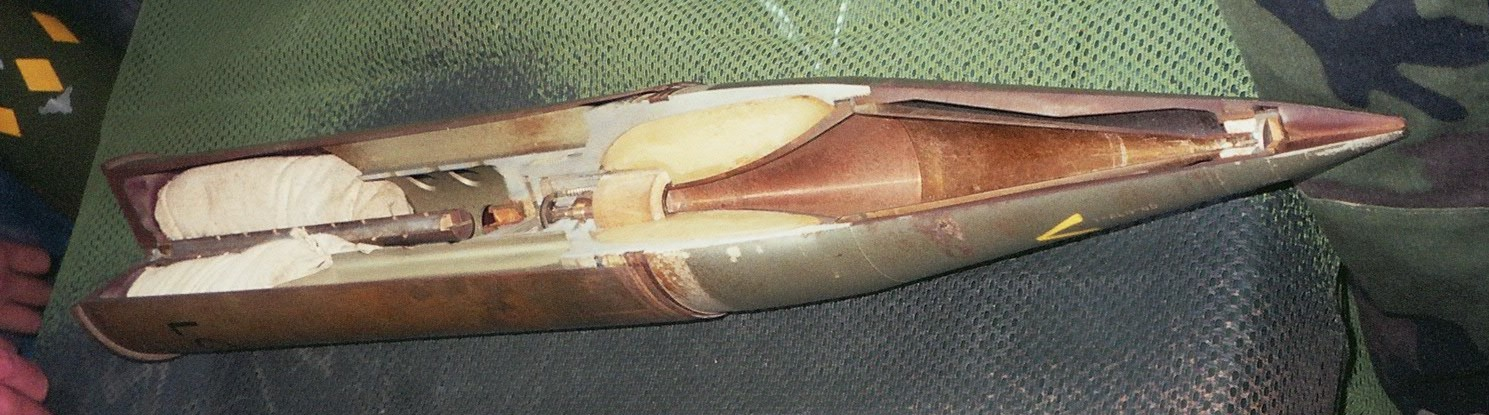
مضاد للدبابات شديد الانفجار بحشوة مقولبة.

الحشوة المشكلة هي حشوة متفجرة مشكلة ومقولبة لتركيز تأثير طاقة الانفجار على مكان محدد. ولها عدة أشكال متنوعة وتستعمل في تصنيع الأسلحة النووية ومضادات الدبابات شديدة الانفجار لاختراق الدروع وكذلك في التنقيب عن النفط وتقويض المباني. أثبتت الحشوة المشكلة قدرتها على اختراق دروع سماكتها أكبر سبع مرات أو أكثر من قطر الحشوة.

## أنواع الحشوة المشكلة

### الحشوة المشكلة النووية
يعتزم مشروع أوريون إطلاق نظام يتطلب تطوير حشوة نووية مشكلة لتسريع التفاعل في سفينة الفضاء.تأثير الحشوات المشكلة في الانفجارات النووية تم مناقسته بشكل تأملي، لكن لم يتم إنتاج شي بعد على أرض الواقع.

## أنظر أيضًا
- عدسات انفجارية